# Eclytus ornatus
Eclytus ornatus är en stekelart som beskrevs av Holmgren 1857. Eclytus ornatus ingår i släktet Eclytus och familjen brokparasitsteklar. Arten är reproducerande i Sverige. Inga underarter finns listade i Catalogue of Life.